# Middlesbrough (borough)
Middlesbrough – dystrykt (unitary authority) w hrabstwie ceremonialnym North Yorkshire w Anglii.

## Miasta
- Middlesbrough

## Civil parishes
- Nunthorpe i Stainton and Thornton[2].